# Gemeinschaft Sant’Egidio

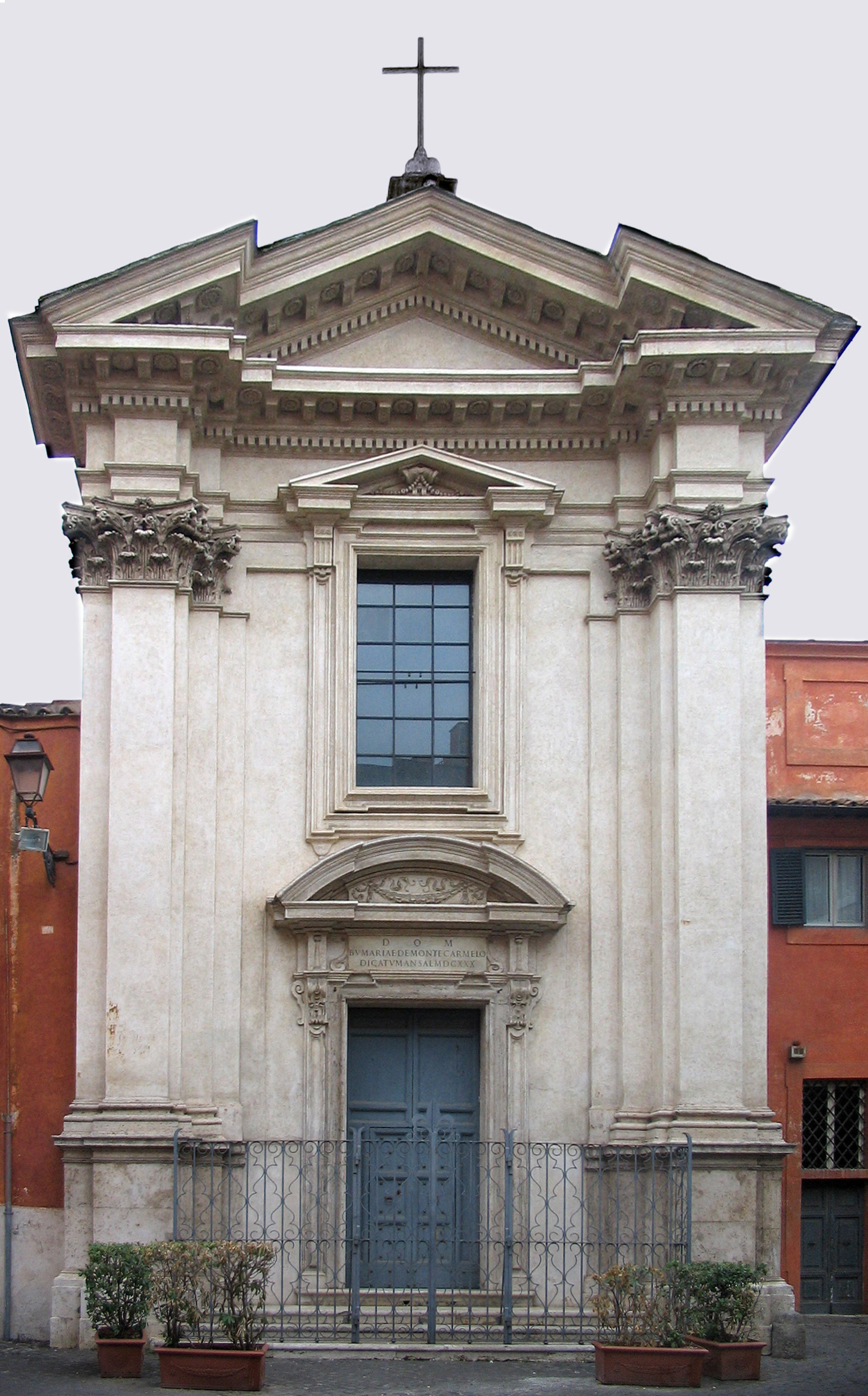
Sant’Egidio in Rom

Die Gemeinschaft Sant’Egidio ist eine als „Öffentlicher Verein von Gläubigen in der Kirche“ von der römisch-katholischen Kirche anerkannte geistliche Gemeinschaft, die 1968 von Andrea Riccardi in Rom als Laienbewegung von Schülern und Studenten gegründet wurde. Sie ist nach ihrem Hauptsitz, dem ehemaligen Kloster Sant’Egidio im römischen Stadtteil Trastevere, benannt.

## Struktur und Verbreitung
Die Gemeinschaft gibt an, dass es keine formelle Mitgliedschaft gebe; deswegen könne die Zahl derjenigen, die Sant’Egidio angehören, nur geschätzt werden. Das Kompendium des päpstlichen Laienrats für internationale Bewegungen nannte für 2006 eine Zahl von 50.000 Mitgliedern. Nach eigenen Angaben hat die Gemeinschaft 2022 in 73 Ländern rund 60.000 Mitglieder.
Alle vier Jahre wählt eine aus Repräsentanten der Gemeinschaften weltweit bestehende Wahlversammlung den Präsidenten und einen Rat als richtungweisendes Organ. Präsident der Gemeinschaft seit 2003 ist Marco Impagliazzo, der zuletzt im Dezember 2018 wiedergewählt wurde. Außerdem gibt es einen geistlichen Generalassistenten.
Im deutschsprachigen Raum sind die Gemeinschaften in Form eines eingetragenen Vereins organisiert. Erster Vorsitzender der Gemeinschaft Sant’Egidio e. V. ist Klaus Reder. Dem Verein wurde am 23. April 2009 das DZI-Spendensiegel zuerkannt. Die Gemeinschaft ist Mitglied des Gesprächskreises Geistlicher Gemeinschaften, Bewegungen und Initiativen (GGG).

## Selbstverständnis
Die Gemeinschaft betrachtet die Auseinandersetzung mit der Bibel, das Hören auf das Wort Gottes, das Gebet, die „Weitergabe des Evangeliums“, die „Freundschaft mit den Armen“, die Ökumene, den interreligiösen Dialog und den Einsatz für Frieden und Menschenrechte als zentral. Papst Franziskus hat Sant’Egidio bei seinem Besuch der Gemeinschaft am 14. Juni 2014 mit drei „P“ charakterisiert: preghiera, poveri, pace (Gebet, Arme, Frieden).

### Das Gebet
Grundlage des gemeinschaftlichen Lebens sind das tägliche gemeinsame Abendgebet und die Eucharistiefeier, die offen sind und in zentralen Kirchen stattfinden. Zentrale Bedeutung hat die Bibel, deren Auslegung auf die aktuelle Entwicklung der Gesellschaft angewandt wird, wie es Karl Barth ausdrückte: Der Christ hält in der einen Hand die Bibel und in der anderen die Zeitung.

### Soziales Engagement
Den sozialen Einsatz, im Besonderen durch persönliche Beziehungen, bezeichnet die Gemeinschaft Sant’Egidio als „Freundschaft mit den Armen“. Dazu gehören:

#### Kinder, Jugendliche, Alte Menschen
In „Schulen des Friedens“ sollen zusätzlich zur schulischen Förderung (z. B. Hausaufgabenbetreuung), gemeinsamen Spielen und Ausflügen Werte der Menschlichkeit, des Friedens und des Zusammenlebens auf der Grundlage des christlichen Glaubens vermittelt werden. Das „Land des Regenbogens“ ist eine weltweite Bewegung der Gemeinschaft, in der sich Kinder für die Rechte von Kindern weltweit einsetzen sollen.
In Europa unterstützt die Gemeinschaft alte Menschen. In den 90er Jahren entstand die Bewegung „Es lebe, wer alt ist“ und versucht, die Rechte der alten Menschen zu vertreten. In der Covid-19-Pandemie 2020 wurde ein internationaler Appell zum Schutz der alten Menschen veröffentlicht im Einsatz gegen ein selektives Gesundheitssystem.

#### Obdachlose und Bedürftige
Die Gemeinschaft unterhält „Mensen“, in denen Mahlzeiten angeboten werden. Durch Gottesdienste und Gedenkveranstaltungen soll ein humaner Umgang mit Obdachlosen und mittellosen Menschen gestärkt werden.

#### Flüchtlinge und Neubürger
Die Schule für Sprache und Kultur bietet in verschiedenen europäischen Ländern kostenlose Sprachkurse und eine Einführung in die Kultur des Gastlandes an. Flüchtlinge und Neubürger haben 1999 in verschiedenen europäischen Ländern die Bewegung „Menschen des Friedens“ ins Leben gerufen mit dem Ziel, Integration, Begegnung der Kulturen und Religionen, Austausch und Friedensarbeit in den jeweiligen Ländern zu fördern.
Im Jahr 2016 wurde in Zusammenarbeit mit den Evangelischen Kirchen in Italien ein Abkommen mit der italienischen Regierung geschlossen und das Projekt „humanitäre Korridore“ eingerichtet, in dem Flüchtlinge aus Lagern im Libanon, Marokko und Äthiopien auf sicheren Wegen mit humanitären Visa nach Europa einreisen dürfen, um die gefährlichen Reisen über das Meer zu vermeiden.

#### Humanitäre Korridore
Anlässlich der Flüchtlingskrise hat Sant’Egidio 2016 mit verschiedenen europäischen Regierungen das Projekt der humanitären Korridore ins Leben gerufen. Auf legalem und sicherem Weg können Flüchtlinge aus außereuropäischen Camps (z. B. Syrer in libanesischen Flüchtlingslagern, Somalis, Eritreer oder Südsudanesen aus Lagern in Äthiopien) nach Europa einreisen. Nach Abkommen mit den jeweiligen Regierungen garantieren die Träger die Aufnahme und Integration der Begünstigten.

#### Menschen mit Behinderung – Bewegung „Die Freunde“
Es werden spiritueller Austausch, religiöse Fortbildungen und Freizeitgestaltung für erwachsene Menschen mit Behinderung angeboten. Die Bewegung „Die Freunde“ ist eine von Behinderten der Gemeinschaft getragene Vereinigung, die durch den Verkauf von selbstgemalten Bildern der eigenen Malschule, unter anderem das DREAM-Programm für die AIDS-Kranken in Afrika unterstützt.

#### Friedensarbeit
Die Gemeinschaft war als Moderatorin oder Beobachterin an zahlreichen erfolgreichen Friedensverhandlungen beteiligt, etwa für Guatemala, den Kosovo, die Elfenbeinküste, den Südsudan, sowie mit einem Vermittlungsversuch in Algerien zwischen der FIS und der Regierung Zéroual. Ihr bedeutendster diplomatischer Erfolg ist die Vermittlung des Friedensvertrags für Mosambik am 4. Oktober 1992, dem Allgemeinen Friedensabkommen von Rom, das einen sechzehnjährigen Bürgerkrieg beendete; hier arbeitete sie mit der UN und zahlreichen Staaten zusammen. Weitere Initiativen beziehen sich auf eine Vermittlungstätigkeit im Casamance-Konflikt im Senegal und für die Region Mindanao auf den Philippinen, für die in Zusammenarbeit mit der großen islamischen Vereinigung Muhammadiyah aus Indonesien eine Vermittlerfunktion übernommen wurde.

#### Dream-Programm
DREAM (Drug Resource Enhancement against AIDS and Malnutrition) ist ein Programm zur Bekämpfung von HIV/AIDS in Afrika. Es kombiniert medizinische Maßnahmen wie die AIDS-Therapie, die Vorbeugung gegen die Mutter-Kind-Übertragung von HIV und die Behandlung von opportunistischen Infektionen mit nicht-medizinischen Aktivitäten, z. B. Aufklärung, Einbeziehung von HIV-positiven Personen in die Versorgung der Patienten (Aktivisten), Aufbau von Selbsthilfegruppen, Fortbildung von medizinischem Personal oder Lebensmittelhilfen. Dabei strebt DREAM einen europäischen Standard der medizinischen Leistungen an. Alle Leistungen sind für die Patienten kostenlos.
Seit 2002 richtete DREAM in zehn afrikanischen Ländern (Mosambik, Malawi, Tansania, Kenia, Angola, Nigeria, Kamerun, Guinea, Guinea-Bissau, DR Kongo) 38 Tageskliniken ein, vor allem in staatlichen und kirchlichen Gesundheitseinrichtungen. Alle Zentren sind in die jeweiligen nationalen AIDS-Programme integriert und arbeiten nur mit lokalem Personal. Bisher wurden über 151.000 Patienten aufgenommen, von denen etwa 91.000 mit der AIDS-Therapie begonnen haben; 21.000 Kinder sind von HIV-positiven Müttern geboren, wobei durch die medizinischen Hilfen die HIV-Übertragungsrate auf die Neugeborenen von etwa 30 % auf 2 % gesenkt wird.
Zur Klärung medizinischer Fragestellungen werden im Rahmen des DREAM-Programms auch nicht-interventionelle Studien u. a. zur Mutter-Kind-Übertragung, Adhärenz der Patienten, Einfluss der Ernährung und Resistenzen des HI-Virus durchgeführt.

#### Einsatz zur Abschaffung der Todesstrafe
Seit 1998 setzt sich die Gemeinschaft für ein weltweites Moratorium der Todesstrafe ein. Einen Appell, den 2007 über 5 Millionen Menschen weltweit unterzeichneten, hat nach Auffassung der Gemeinschaft in Zusammenarbeit mit der World Coalition against the Death Penalty (WCADP) dazu beigetragen, dass die UNO-Vollversammlung am 18. Dezember 2007 mit großer Mehrheit für eine Resolution stimmte, die weltweit ein Moratorium fordert. Seitdem wurden solche Resolutionen für ein universales Moratorium in der UNO-Generalversammlung mit zunehmender Mehrheit angenommen.
Jährlich seit 2002 veranstaltet die Gemeinschaft am 30. November den weltweiten Aktionstag „Städte für das Leben / Städte gegen die Todesstrafe“. Daran sind bis 2020 über 2000 Städte weltweit und über 230 deutsche Städte beteiligt, um Zeichen für Humanität und ein Justizsystem zu setzen, das die Menschenwürde und das Leben in allen Phasen respektiert.

### Friedenstreffen
Beim Weltgebetstreffen 1986 in Assisi halfen Mitglieder der Gemeinschaft Sant’Egidio bei der logistischen Durchführung. Die Gemeinschaft gestaltet seitdem jährliche „Internationale Friedenstreffen“, so 2003 in Aachen, 2011 in München, 2012 in Sarajevo, 2013 in Rom, 2014 in Antwerpen, 2015 in Tirana und 2016 in Assisi zum 30. Jahrestag des ersten Treffens. 2017 fand das Treffen in Münster und Osnabrück unter anderem unter Beteiligung von Bundeskanzlerin Merkel statt. Nach dem Friedenstreffen im September 2018 in der italienischen Stadt Bologna, organisierte Sant’Egidio die internationale Begegnung der Weltreligionen im September 2019 in Madrid. Das 34. interreligiöse Friedenstreffen in der Tradition von Assisi am 20. Oktober 2020 fand in Rom statt, auch Papst Franziskus nahm teil. Es trug den Titel „Niemand rettet sich allein. Frieden und Geschwisterlichkeit“ und nahm besonders Bezug auf die gemeinsame Rolle der Religionen bei der Krisenbewältigung angesichts der Pandemie. Auch in den Jahren 2021 und 2022 fand das Friedenstreffen jeweils unter Beteiligung von Papst Franziskus in Rom statt. Vom 10.–12. September 2023 findet das 37. Friedenstreffen in Berlin zum Thema „Den Frieden wagen“ statt.

## Kritik
Der italienische Journalist Sandro Magister schrieb 2003 in L’Espresso-Artikeln, es gebe „Versammlungen“, in denen über den Weg des Einzelnen gesprochen werde, wie er ihn in der Gemeinschaft gehe. Kritische Gedanken würden kaum Gehör finden und außerdem würde wenig über die Strukturen des gemeinschaftlichen Lebens gesprochen und diskutiert.

## Auszeichnungen
Auswahl von Auszeichnungen:

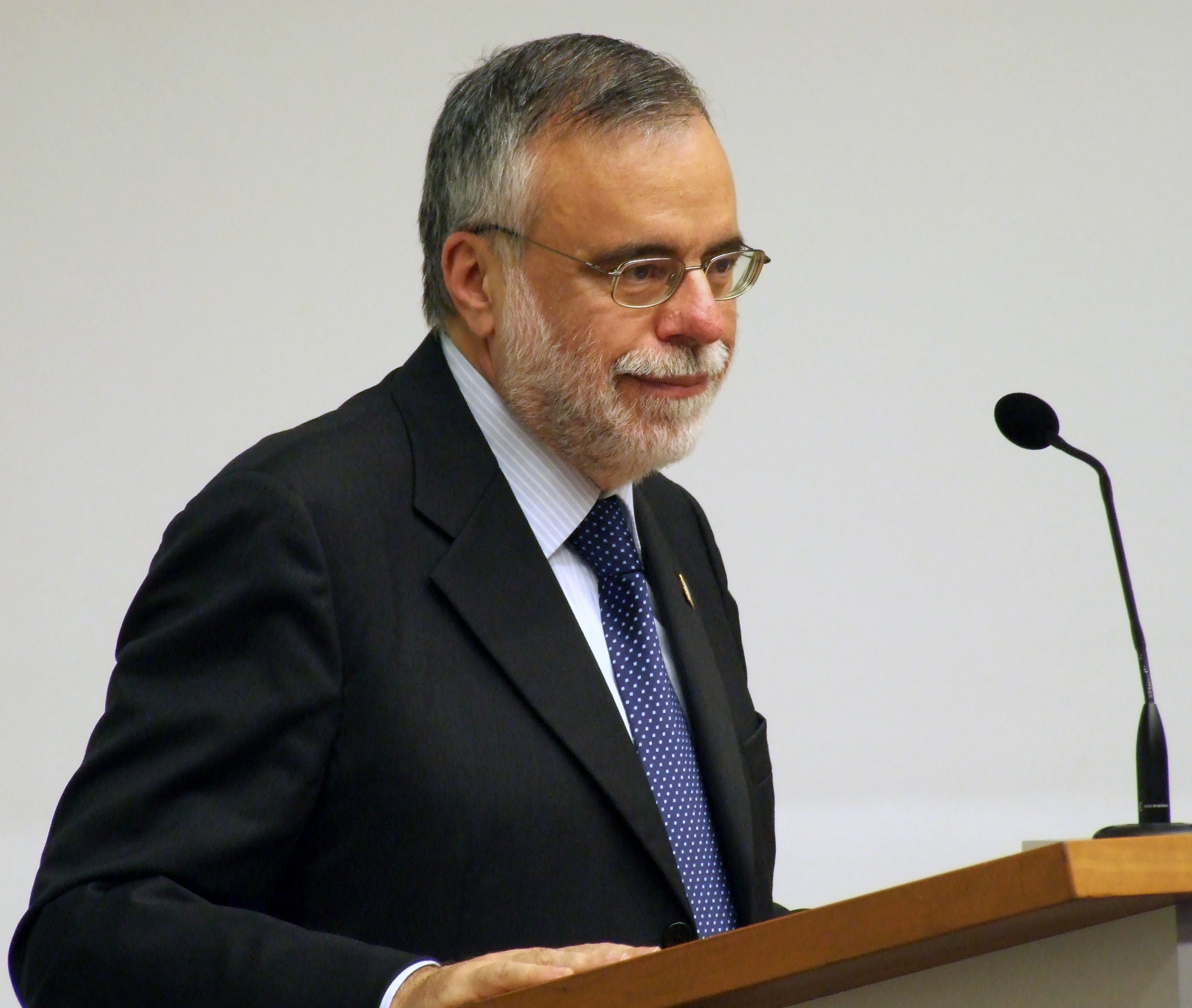
Andrea Riccardi bei seinem Vortrag im Rahmen des Karlspreis-Europa-Forums

- Methodistischer Friedenspreis 1997 vom Weltrat methodistischer Kirchen
- Niwano-Friedenspreis 1999 der Niwano Peace Foundation
- Félix-Houphouët-Boigny-Friedenspreis 1999 der UNESCO[41]
- Europäischer St.-Ulrichs-Preis 2003[42]
- Arnold-Janssen-Preis 2004 der Stadt Goch[43]
- Balzan-Preis 2004 für Humanität, Frieden und Brüderlichkeit unter den Völkern[44]
- International Peacemaking Award 2004 von Search for Common Ground[45]
- Wissenschaftspreis der Universität Aquila 2004 für das DREAM-Projekt[46]
- Dignitas Humana Award 2006 der St. John’s School of Theology Seminary
- Karlspreis 2009 (Preisträger ist Andrea Riccardi)[47]

Im Januar 2002 stellte die italienische Abgeordnetenkammer einen Antrag an die italienische Regierung, die Gemeinschaft Sant’Egidio für den Friedensnobelpreis vorzuschlagen. Dasselbe tat die Quäker-Vereinigung American Friends Service Committee (AFSC).

### Eigene Seiten
- Offizielle Website

### Presseberichte und andere Informationen
- Philippe Leymarie: Zauberkünstler in Sachen Diplomatie: Die Friedensstifter von Sant’Egidio. In: Le Monde diplomatique. 15. September 2000, archiviert vom Original am 29. September 2007.
- Karlspreis 2009: „Dies wäre ein Verlust für die Welt und die Zivilisation“. In: Frankfurter Allgemeine Zeitung. 21. Mai 2009.
- Daniel Deckers: Karlspreis 2009: Der Mann, der in kein Schema passt. In: Frankfurter Allgemeine Zeitung. 21. Mai 2009.
- Alexander Smoltczyk: Die andere Uno. In: Der Spiegel. Nr. 26, 2007, S. 123 (online – 25. Juni 2007).
- Andreas R. Batlogg: Die Optimisten von Sant’Egidio. (pdf, 64 kB) In: Stimmen der Zeit, Heft 9,. September 2011, S. 613–628, archiviert vom Original am 13. Juli 2015.
- Uli Hauser: Sant’Egidio: Diese Christen arbeiten hart am Frieden in der Welt. In: stern.de. 6. August 2018.

### Kritische Darstellungen
- Sammelseite des italienischen Magazins L’espresso mit vier Artikeln von Sandro Magister über Sant’Egidio (englisch)
- Henning Klüver: Religiöse Gemeinschaft: Strenge Engel. Nach außen sozial, im Innern nach Kasten getrennt: die Gemeinschaft von Sant’Egidio. In: Deutsches Allgemeines Sonntagsblatt 36/2000. 8. September 2000, archiviert vom Original am 27. September 2007.
- Vite a metà. Un Fuoruscito racconta la comunità di Sant’Egidio. In: Adista. 31. Mai 2003 (italienisch, deutsch: „Ein halbes Leben. Ein Aussteiger erzählt von der Gemeinschaft Sant’Egidio“. englische Version).